# Contea di Yanshou
La contea di Yanshou (延寿县S, Yánshòu XiànP) è una contea della Cina, situata nella provincia di Heilongjiang e amministrata dalla prefettura di Harbin.